# شهرستان مکنزی (داکوتای شمالی)
شهرستان مک‌کنزی، داکوتای شمالی (به انگلیسی: McKenzie County, North Dakota) یک سکونتگاه مسکونی در ایالات متحده آمریکا است که در داکوتای شمالی واقع شده‌است.

## خصوصیات
شهرستان مک‌کنزی ۷٬۴۱۰٫۰ کیلومترمربع مساحت دارد.